# Bulbophyllum teimosense
Bulbophyllum teimosense là một loài thực vật có hoa trong họ Lan. Loài này được E.C.Smidt & Borba mô tả khoa học đầu tiên năm 2009.